# Kostel svatého Michaela archanděla (Dyjákovice)
Kostel svatého Michaela archanděla je římskokatolický chrám v městysu Dyjákovice v okrese Znojmo. Je chráněn jako kulturní památka České republiky. Jde o farní kostel farnosti Dyjákovice.

## Historie
Kostel byl vystavěn v letech 1761 až 1763, vysvěcen roku 1767 na místě středověkého chrámu připomínaného poprvé roku 1279. V roce 1873 byly přistavěny boční kaple. Novobarokní výmalba interiéru pochází z roku 1892. 

## Popis
Jedná se o jednolodní stavbu s odsazeným kněžištěm, k nimž na jižní straně přiléhá čtyřboká sakristie s oratoří v patře. K lodi se na bocích přimykají čtyřboké kaple. Fasády člení nízké lizény, na nárožích zdvojené. Ve vpadlých výplních jsou prolomena okna se segmentovým záklenkem. Západní průčelí je zvršeno štítem. Hlavní vstup do kostela je v ose západního průčelí, boční na jižní straně lodi, chráněný čtyřbokou předsíní. Kněžiště je zaklenuto plackou, sakristie a oratoř mají lunetové klenby.

## Zařízení
Zařízení je jednotné z doby výstavby chrámu doplněné v 19. století. V sloupovém retabulu hlavního oltáře je zasazen obraz patrona kostela od Roberta Bayera. S oltářem jsou kompozičně svázány plastiky svatého Cyrila a Metoděje. V bočních kaplích se nacházejí tvarově shodné klasicistní oltáře z roku 1780. K jednotnému vybavení patří také kazatelna a lavic v lodi s bohatě tvarovanými bočnicemi a dvojic skříňových zpovědnic. Ve věži zavěšený zvon přelil Jan Jiří Scheichel roku 1790.